# Залой
Залой (хорв. Zaloj) — населений пункт у Хорватії, у Сисацько-Мославинській жупанії у складі міста Глина.

## Населення
Населення за даними перепису 2011 року становило 20 осіб.
Динаміка чисельності населення поселення:

## Клімат
Середня річна температура становить 10,73 °C, середня максимальна – 25,11 °C, а середня мінімальна – -5,76 °C. Середня річна кількість опадів – 968 мм.
| Клімат поселення                              | Клімат поселення | Клімат поселення | Клімат поселення | Клімат поселення | Клімат поселення | Клімат поселення | Клімат поселення | Клімат поселення | Клімат поселення | Клімат поселення | Клімат поселення | Клімат поселення | Клімат поселення |
| Показник                                      | Січ.             | Лют.             | Бер.             | Квіт.            | Трав.            | Черв.            | Лип.             | Серп.            | Вер.             | Жовт.            | Лист.            | Груд.            |                  |
| Середній максимум, °C                         | 7,16             | 8,80             | 13,12            | 17,44            | 21,96            | 25,11            | 24,02            | 23,33            | 19,74            | 14,78            | 9,02             | 5,20             |                  |
| Середня температура, °C                       | 0,68             | 2,34             | 6,66             | 10,98            | 15,51            | 18,65            | 20,34            | 19,64            | 16,07            | 11,10            | 5,34             | 1,52             |                  |
| Середній мінімум, °C                          | −5,76            | −4,12            | 0,20             | 4,52             | 9,04             | 12,18            | 16,64            | 15,96            | 12,37            | 7,42             | 1,66             | −2,19            |                  |
| Норма опадів, мм                              | 59               | 56               | 67               | 77               | 82               | 95               | 86               | 91               | 91               | 93               | 97               | 74               |                  |
| Середньомісячна швидкість вітру, м/с          | 1.70             | 1.88             | 2.30             | 2.18             | 2.00             | 1.80             | 1.80             | 1.60             | 1.60             | 1.68             | 1.75             | 1.76             |                  |
| Середньомісячна сонячна радіація, кДж/м²·день | 4220             | 6969             | 10549            | 15052            | 19290            | 21159            | 22352            | 19441            | 14279            | 8847             | 4681             | 3408             |                  |
| --------------------------------------------- | ---------------- | ---------------- | ---------------- | ---------------- | ---------------- | ---------------- | ---------------- | ---------------- | ---------------- | ---------------- | ---------------- | ---------------- | ---------------- |
| Джерело:                                      |                  |                  |                  |                  |                  |                  |                  |                  |                  |                  |                  |                  |                  |